# (73780) 1994 RR22
(73780) 1994 RR22 – planetoida z pasa głównego asteroid okrążająca Słońce w ciągu 4,22 lat w średniej odległości 2,61 j.a. Odkryta 5 września 1994 roku.